# Bataille d'Amba Alagi (1941)
Pour les articles homonymes, voir Bataille d'Amba Alagi.

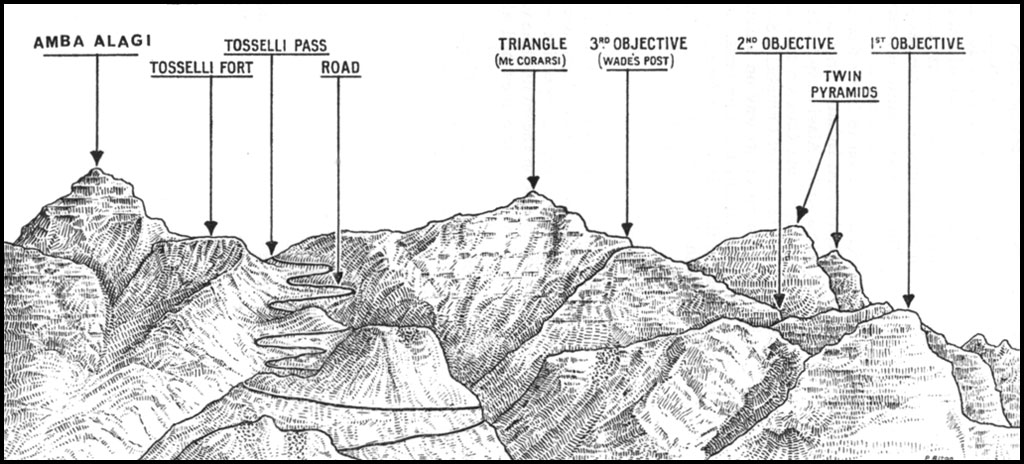
Croquis des objectifs des forces alliés.

La bataille d'Amba Alagi est une bataille de la campagne d'Afrique de l'Est durant la Seconde Guerre mondiale. La bataille eut lieu du 3 au 19 mai 1941 sur la montagne d'Amba Alagi, sur laquelle se sont retranchés 7 000 soldats italiens, commandés par le duc d'Aoste. Ils sont attaqués par les troupes du Royaume-Uni, composées d'unités britanniques, indiennes et sud-africaines, appuyées par des contingents éthiopiens et sont contraints de capituler après des combats très violents.

## Contexte

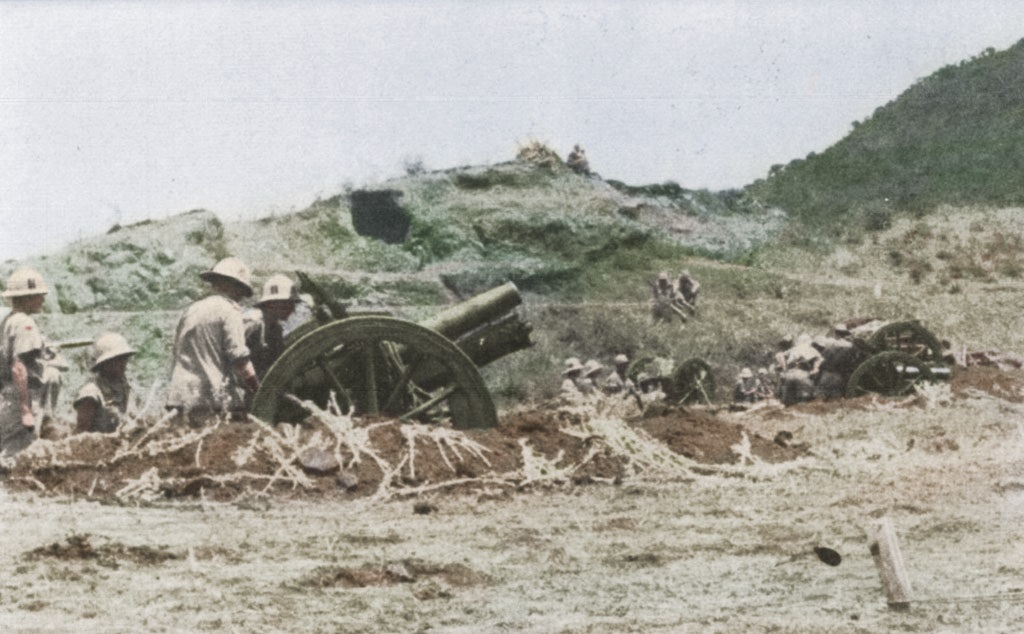
Artillerie sud-africaine durant la bataille.

Après la bataille de Keren, la 5e division indienne se dirige ensuite vers la capitale Asmara, à 80 kilomètres à l'est de Keren, tandis que la 4e division indienne reste à Keren quelques jours et retourne en Égypte début avril. Asmara est déclarée ville ouverte et les troupes britanniques s'en emparent le 1er avril. Trois jours plus tard, la 10e brigade indienne se dirige vers Massaoua située à une centaine de kilomètres d'Asmara, sur la côte. Les Italiens disposent de 10 000 hommes, de chars et de véhicules blindés pour défendre Massaoua, un objectif portuaire stratégique,. Après quelques affrontements initiaux, la résistance s'effondre et les unités indiennes et la Brigade française d'Orient prennent Massoua le 8 avril. La 5e division indienne poursuit son offensive vers le sud en Éthiopie, tandis que des troupes venues du Kenya s'emparent d'Addis-Abeba le 6 avril.

## Conséquences
Des troupes italiennes sous le commandement des généraux Nasi et Gazzera poursuivent la lutte après la bataille d'Amba Alagi, respectivement au nord-ouest et sud-ouest de l'Éthiopie. Le dernier affrontement d'importance se produit à Gondar et débouche sur la reddition du général Nasi le 27 novembre. Quelques troupes italiennes mèneront une guerre de guérilla dans les déserts érythréens et les forêts éthiopiennes jusqu'à la reddition du gouvernement italien aux Alliés en septembre 1943,.

## Sources
- Ian V. Hogg, Dictionary of battles, Brockhampton Press, Londres, 1997  (ISBN 1860195792)